# SWAT Kats: The Radical Squadron
 (novembre 2015).
Si vous disposez d'ouvrages ou d'articles de référence ou si vous connaissez des sites web de qualité traitant du thème abordé ici, merci de compléter l'article en donnant les références utiles à sa vérifiabilité et en les liant à la section « Notes et références ».
Pour la série télévisée d'animation dont le jeu s'inspire, voir SWAT Kats.
SWAT Kats: The Radical Squadron est un jeu vidéo d'action/plates-formes en 2D, développé par AIM et édité par Hudson Soft. Il est sorti sur Super Nintendo en août 1995 uniquement en Amérique du Nord. Il est basé sur le dessin animé éponyme produit par Hanna Barbera,.

## Synopsis
L'action se déroule dans la ville imaginaire Megakat City en proie à des malfaiteurs sous le contrôle de Dark Kat. Deux chats anthropomorphes Chance « T-Bone » Furlong and Jake « Razor » Clawson ont pour mission de rétablir l'ordre.

## Système de jeu
Le jeu consiste en 5 niveaux qui débutent avec un message du maire Manx, le long desquels les héros doivent affronter les vilains Dr. Viper, Mad Kat, le Maître du Passé, les Metallikats, et finalement Dark Kat. Certains niveaux se déroulent en pilotant le Turbokat Fighter.
La réalisation du jeu a été critiquée.